# Нагорная улица (Екатеринбург)
Наго́рная у́лица — улица в жилом районе «ВИЗ» Верх-Исетского административного района Екатеринбурга, одна из старейших улиц посёлка Верх-Исетского завода. Улица является одной из немногих городских улиц, не сменивших своё название после революции 1917 года, и единственной таковой на территории Визовского жилого района. Название улица получила по своему нагорному положению, так как восточная её часть расположена на Никольской горке.

## Расположение и благоустройство
Нагорная улица проходит с восток на запад между улицами Фролова (в самом начале — Синяева) и Татищева. Улица начинается от улицы Крылова, после улицы Токарей делает поворот немного вправо и в том же направлении (на запад) идёт до Верх-Исетского пруда, а затем два квартала вдоль него у самого берега. Заканчивается улица переходом в меридиональную улицу Лоцмановых. Пересекается с улицами Мельникова, Токарей, Сухорукова, Красноуральской, Заводской, Каменщиков, Викулова, Сварщиков и Плотников (прямых выходов на эти улицы не имеет). Слева к улице примыкают улицы Лагоды, Рабочих и Торфорезов. Участок улицы между улицами Заводской и Каменщиков (два квартала) застроен многоэтажной жилой застройкой. Нумерация домов Нагорной улицы идёт от улицы Крылова.
Протяжённость улицы составляет около 2,5 километра. Ширина проезжей части — в среднем около 6 м (по одной полосе в каждую сторону движения), в конечной части улицы сужается до 3-4 м. Светофоров и нерегулируемых пешеходных переходов на протяжении улицы нет.

## История
Улица появилась в XVIII веке одновременно со строительством Верх-Исетского завода. Именно это место было выбрано для строительства жилья вблизи завода, так как географическое положение улицы (на возвышенности) защищало жителей от выходов реки Исети во время весеннего половодья. Здесь же позднее была построена Никольская церковь (по другим данным Нагорная всехсвятская церковь и кладбище при ней). Трассировка улицы показана на плане Екатеринбурга 1788 года, в этот период было застроено уже семь её кварталов.
Застройка улицы разнотипная. Её начало занимают корпус завода «Уралкабель» и среднеэтажные административные здания. Кварталы между улицами Токарей и Плотников застроены многоэтажной застройкой, кварталы в конце улицы заняты малоэтажным жильём («частным сектором»), который, согласно Генплану Екатеринбурга, подлежит сносу и застройке на его месте новыми кварталами микрорайона «ВИЗ-Правобережный».

## Транспорт

### Наземный общественный транспорт
Движение общественного транспорта по улице не осуществляется. Ближайшие к улице остановки общественного транспорта — «Крылова», «Кирова», «ВИЗ», «Уралкабель»:

### Ближайшие станции метро
Действующих станций метро поблизости нет. К 2018 году в 150 метрах к югу от пересечения улиц Нагорной-Токарей планировалось открыть станцию 2-й линии Екатеринбургского метрополитена  «Татищевскую», а приблизительно в 800 метрах к югу от пересечения с улицей Викулова — станцию  «Металлургическую». Однако из-за отсутствия финансирование строительство отложено на неопределённый срок.